# 高斯濾波器
高斯滤波器（Gaussian filter）是一种低通濾波器， 其脉冲函数的权重呈现为在原点附近服从正态分布。高斯滤波器具有指数形式的响应特性。
图像大多数的噪声均属于高斯噪声，因此高斯滤波器适用于消除高斯噪声，广泛应用于图像去噪。